# Weitfilzbach (Ammer)
Der Weitfilzbach  ist ein 1,3 km langer Bach im Gebiet der Marktgemeinde Peiting im bayerischen Landkreis Weilheim-Schongau, der nach im Wesentlichen südlichem Lauf von links bei Schnalz in die Ammer mündet.

## Verlauf
Der Weitfilzbach entsteht aus mehreren kurzen Gräben am Südostrand des flachen Weitfilzes im Gewann Meiersau. Der höchste der Grabenanfänge liegt auf etwa 735 m ü. NHN. Der vereinte Bach läuft in einem bewaldeten Tobel steil nach Süden. Auf dem letzten Viertelkilometer fließt er flacher und von Gehölz begleitet über die linke Talweitung des Ammertales bei der Peitinger Einöde Schnalz. Dann mündet er auf etwa 633 m ü. NHN von links in das schotterreiche Bett des dortigen linken Ammerzweigs.
Der ca. 1,3 km lange Weitfilzbach hat ein mittleres Sohlgefälle von rund 78 ‰ und mündet etwa 102 Höhenmeter unterhalb seines obersten Grabenanfangs.